# Zinkzalf

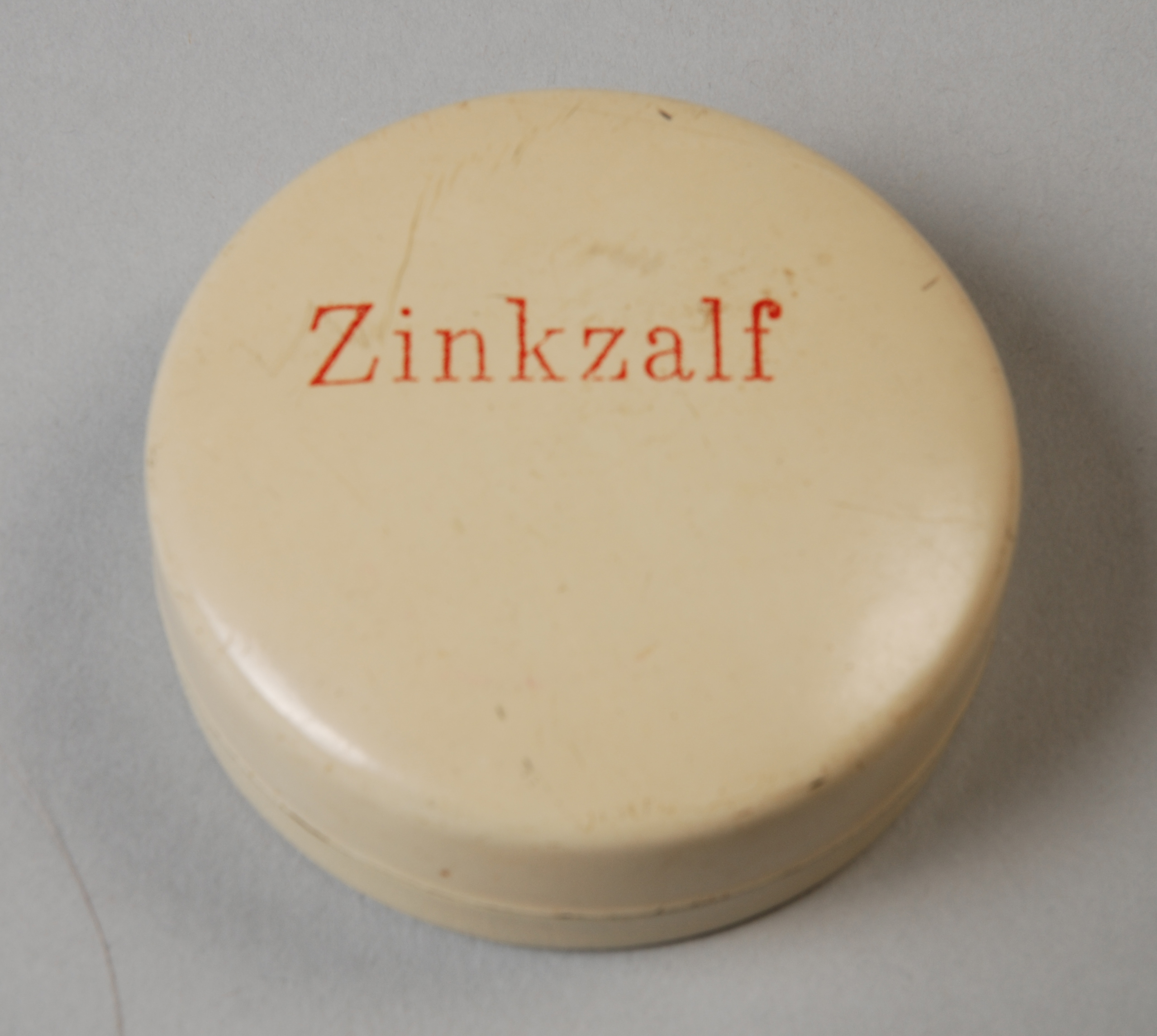

Zinkzalf is een vrij te verkrijgen zalf, bestaande uit zinkoxide en vaseline.
Het wordt toegepast tegen een breed scala aan huidaandoeningen. Zinkzalf heeft een verkoelend, dekkend en samentrekkend (adstringerend) effect. De zalf wordt bijvoorbeeld gebruikt tegen geïrriteerde babybilletjes.